# René Auberjonois (pintor)
René Victor Auberjonois (Montagny-près-Yverdon; 18 de agosto de 1872 - Lausana; 11 de octubre de 1957) fue un pintor suizo postimpresionista y uno de los principales artistas suizos del siglo XX.

## Biografía
Nacido en una familia acomodada, Auberjonois vivió una jeunesse dorée, estudió los clásicos, comenzó un aprendizaje bancario y sirvió como teniente de caballería en el ejército suizo. Después de tantear con la caricatura y la música durante un primer viaje a Inglaterra, decidió convertirse en pintor y se matriculó en la prestigiosa Kensington School of Art. En 1896, se mudó a París para estudiar con Luc-Olivier Merson y en la École des Beaux-Arts.  Su incipiente carrera francesa fue apreciada en Suiza, y después del cambio de siglo, conoció al pintor Ferdinand Hodler, al director de orquesta Ernest Ansermet y al escritor Charles Ferdinand Ramuz. Auberjonois más tarde crearía numerosas ilustraciones de libros y diseños escénicos para Ramuz y para otros artistas, incluso para L'histoire du soldat de Igor Stravinsky .  
En 1908, se mudó a Jouxtens-Mézery en Suiza y se casó con Augusta Grenier, de quien se divorció en 1919. Tuvieron dos hijos: Maurice (n. 1909) y Fernand (1910–2004). Fernand se convertiría en un periodista de renombre en los Estados Unidos y su hijo René en actor. El apoyo de un mecenas, el coleccionista Hans Graber, ayudó a Auberjonois durante la década de 1910, mientras que en la década de 1920 comenzó a adquirir cierta reputación pública a través de exposiciones y comisiones prominentes.  Un segundo matrimonio en 1922 con Marguerite Hélène Buvelot se vino abajo en 1929, cuando Auberjonois reconoció su incapacidad para conciliar su trabajo con la vida familiar.  
Después de la muerte de su madre y la venta de la casa de su familia en 1929, Auberjonois hizo construir una pequeña casa en Pully junto a la de Ramuz, que ocupó en el breve periodo de 1933-1934, hasta que las disputas con Ramuz lo llevaron a mudarse. En 1935, aceptó una comisión para pintar murales para la abadía de Dézaley a pesar de las constantes dudas sobre sus propias habilidades: no se arriesgaba a pintar directamente en la pared, ya que esto requería una velocidad y precisión particulares. El mural de Belle du Dézaley fue muy mal recibido, lo que provocó que Auberjonois se convirtiera en un recluso virtual en su estudio de Lausana durante la década de 1930, interrumpido solo por un breve enlace con su modelo Simone Hauert.  
A pesar de los problemas de salud y la insatisfacción persistente de Auberjonois con su trabajo, la década de 1940 fueron sus años más productivos, y el reconocimiento público de su obra aumentó. Desanimado por la muerte de su amigo Ramuz en 1947 y preocupado por su edad y su mala salud, se retiró cada vez más de la escena artística. Sin embargo, vivió para ver el reconocimiento internacional de su obra en la primera Documenta en Kassel (1955), dos años antes de su muerte.  

## Obra
Después de comenzar su carrera en Francia como realista, Auberjonois comenzó a emplear técnicas posimpresionistas después de 1903. Sus temas principales eran principalmente los de su Vaud natal, como paisajes naturales, mujeres que se bañan o bodegones rústicos.  A principios de la década de 1930, sus pinturas se volvieron progresivamente más simples en un estilo expresionista cercano al de Modigliani.  La crisis personal causada por la polémica sobre sus murales se refleja en el uso de menos colores y más oscuros después de 1936.  Posteriormente, Auberjonois realizó algunas de sus obras más significativas como colorista inspiradas en Delacroix y Rembrandt, incluyendo Hommage à l'Olympia (1943), Baigneuses dans la forêt (1944, Museum zu Allerheiligen, Schaffhausen), Clown et petite écuyère (1946 ), Portrait de l'artiste (1948, Kunsthaus Aarau ), Fille dans la chambre rouge (1948, Museum zu Allerheiligen), Nature morte au crâne (1950) y L'arène jaune (1953–54).  
Las pinturas de Auberjonois reflejan una lenta maduración, alcanzando su apogeo artístico alrededor de 1948 cuando tenía 76 años. A menudo decepcionado consigo mismo, destruyó muchas de sus obras. Sus dibujos, tanto estudios formales como caricaturas, son en gran medida independientes de su trabajo pictórico.  Estos son modernos en la deformación que impone a la naturaleza y conservadores en su elección de temas.  

## Impacto y legado
A pesar de aparecer ahora como una figura destacada y emblemática en el arte suizo después de Ferdinand Hodler, Auberjonois no tuvo sucesores claros y pocos alumnos en su tiempo. Sin embargo, ejerció una influencia considerable a través de sus críticas de arte publicadas en la prensa suiza de habla francesa.  Su recepción artística en su propia región, la Romandía, fue pobre durante su vida, y su reconocimiento lo obtuvo principalmente en la parte de habla alemana de Suiza y en el extranjero.  
En el Aargauer Kunsthaus, el Kunstmuseum Basel, el Museo Cantonal de Bellas Artes de Lausana, el Kunsthaus Zürich y el Werner Coninx-Stiftung se exhiben obras importantes de René Auberjonois. Su obra Nature morte (soleils, table de jardin verte), 1946, está en el Museo Cantonale d'Arte de Lugano.